# Atopsyche longipennis
Atopsyche longipennis är en nattsländeart som först beskrevs av Georg Ulmer 1905.  Atopsyche longipennis ingår i släktet Atopsyche och familjen Hydrobiosidae. Inga underarter finns listade i Catalogue of Life.